# Фатьяново (Тверська область)
Фатьяново (рос. Фатьяново) — присілок в Старицькому районі Тверської області Російської Федерації.
Населення становить 0 осіб. Входить до складу муніципального утворення сільське поселення станція Стариця.

## Історія
Від 2005 року входить до складу муніципального утворення сільське поселення станція Стариця. Раніше населений пункт належав до Мартьяновського сільського округу.

## Населення
| 1859 | 2002 | 2008 | 2010 |
| ---- | ---- | ---- | ---- |
| 161  | ↘2   | →2   | ↘0   |